# 落合茂一
落合茂一（日语：／ Ochiai Shigekazu，1940年9月28日—1999年4月6日），日本男性動畫製作人。他活躍於1980年代至1990年代。日本大學藝術學院電影系畢業。

## 來歷
1940年，落合茂一出生於靜岡縣沼津市。高中畢業後，他任職於朝日新聞社，後來考入日本大學藝術學院電影系。畢業後，他加入了齋藤製作公司，但不久後與小池一夫一起離開，成立了「一製作公司」。該公司因種種原因解散後，他與小池分道揚鑣，在龍之子製作公司、自由編劇兼漫畫原作者等工作後，重新加入了小池創辦的「Studio Ship」。在1977年創辦的劇畫村塾，他曾擔任塾頭補佐，負責協調下一代作家的培養。正是在這裡，他很快就發現了當時還是學生的高橋留美子的才華，後來參與了她作品的動畫製作。再次成為自由工作者後，他於1979年加入Kitty film。
加入公司後，他致力於將高橋留美子的漫畫《福星小子》改編成電視動畫。該動畫於1981年首播，大獲成功，並成為一部連播5年的長篇系列。電影動畫版也大獲成功，成為日本最具代表性的動畫作品之一。這部作品培養了包括押井守在內的眾多才華橫溢的動畫創作者。以及他在Kitty film的下屬包括現任旭通DK（ADK）局長的松下洋子和製作《銀河英雄傳說》的田原正利。Kitty film是最早沒有製作基地的總承包商之一，但後來在三鷹市設立了一個製作工作室。這個工作室的成員，通常被稱為「三鷹工作室」，後來組成了J.C.STAFF。
之後，他參與了高橋作品的動畫改編，包括《相聚一刻》和《亂馬½》，兩部作品都大獲成功。1992年4月，他離開Kitty film，在參與了Argo Project之後，創立了PAOHOUSE的成立活動（現在已經被MADHOUSE吸收），並參與了動畫企劃工作。
1999年4月6日，他因癌症去世。享年58歲。
他的兒子落合修一是棒球雜誌社的棒球記者。

## 企劃
- 福星小子 (1981年版)（電視系列、電影動畫、OVA，1981年—1988年）
- 美雪、美雪（電視系列，1983年—1984年）
- 相聚一刻（電視系列、真人電影、電影動畫完結篇，1986年—1988年）
- 第11人（日语：11人いる!#アニメ映画）（電影動畫，1986年）
- 打開門扉（日语：扉を開けて (小説)#アニメ映画）（電影動畫，1986年）
- 銀河英雄傳說（電影動畫、OVA，1988年—1997年）
- 亂馬½ (1989年版)（電視系列、電影動畫，1989年—1992年）
- YAWARA！（電視系列、電影動畫，1989年—1992年）
- 敵人是海賊 ～貓咪們的饗宴～（日语：敵は海賊〜猫たちの饗宴〜）（OVA，1990年）
- 創龍傳（OVA，1991年—1993年）
- DNA²（電視系列，1994年）
- VIRUS（日语：VIRUS）（電視系列，1997年）
- 炸彈人 彈珠人爆外傳（電視系列，1998年—1999年）
  - 炸彈人 彈珠人爆外傳V（電視系列，1999年）

## 著書
- （1987年12月25日發行，（株）三角鐵發行）
這本回憶錄出版於《福星小子 完結篇（日语：うる星やつら 完結編）》上映之前。它涵蓋了《福星小子》電視系列和每部電影從策劃到上映的歷程，並在書末附上了與高橋留美子的對話。本書僅透過粉絲俱樂部郵購服務和部分書店發售。

## 外部連結
- 落合茂一 （日語）—電影.com（日语：映画.com）
- 落合茂一 （日語）—KINENOTE
- Shigekazu Ochiai在互联网电影资料库（IMDb）上的資料（英文）
- 落合茂一 （日語）—MOVIE WALKER PRESS（日语：MOVIE WALKER PRESS）